# Jeruzalémský distrikt
Jeruzalémský distrikt (hebrejsky מחוז ירושלים‎, mechoz Jerušalajim) je jedním z šesti izraelských distriktů.

## Demografie
Jeho správním centrem je Jeruzalém. Rozkládá se na celkové ploše 652 km² (včetně východního Jeruzaléma, který Izrael spravuje od roku 1967). Ke konci roku 2014 zde žilo 1 034 200 obyvatel, z nichž 707 000 (68,4 %) jsou „Židé a ostatní“ a 327 200 (31,6 %) jsou Arabové.

## Administrativní dělení
| města                                        | místní rady                                                                        | oblastní rady             |
| -------------------------------------------- | ---------------------------------------------------------------------------------- | ------------------------- |
| - Jeruzalém - ירושלים‎ - Bejt Šemeš - בית שמש‎ | - Abú Ghoš - אבו גוש‎ - Mevaseret Cijon - מבשרת ציון‎ - Kirjat Je'arim - קריית יערים‎ | - Mate Jehuda - מטה יהודה‎ |